# Osmia nigrobarbata
Osmia nigrobarbata là một loài Hymenoptera trong họ Megachilidae. Loài này được Cockerell mô tả khoa học năm 1916.